# Joan Comes Sacrarii
Joan Comes Sacrarii (segle v), fou un funcionari i jurista romà d'Orient sota l'emperador Teodosi II, un dels nou comissionats per l'emperador l'any 429 per compilar un codi de lleis segons un pla que després fou abandonat. Més tard no consta com un dels designats a la comissió que va compilar el Codi Teodosià, la versió definitiva del codi legal iniciat anteriorment.
Probablement "Comes Sacrarii" era el càrrec que ocupava, Comes largitionum sacrarum, cap de l'erari imperial.